# Moviepilot
Moviepilot (também Movie Pilot) é uma revista online sobre a indústria cinematográfica . Seu conteúdo é escrito por e para fãs, e averiguados pelos editores do site. Ela foi lançada pelos três co-fundadores — Tobi Bauckhage, Jon Handschin e Ben Kubota —, em 2007, como um site de filmagem de Berlim. Usando o modelo de publicação aberta que estimula os leitores a escreverem seu próprio conteúdo, o moviepilot.de cresceu para mais de 6,8 milhões de visualizações mensais até outubro de 2014.